# Gaohu

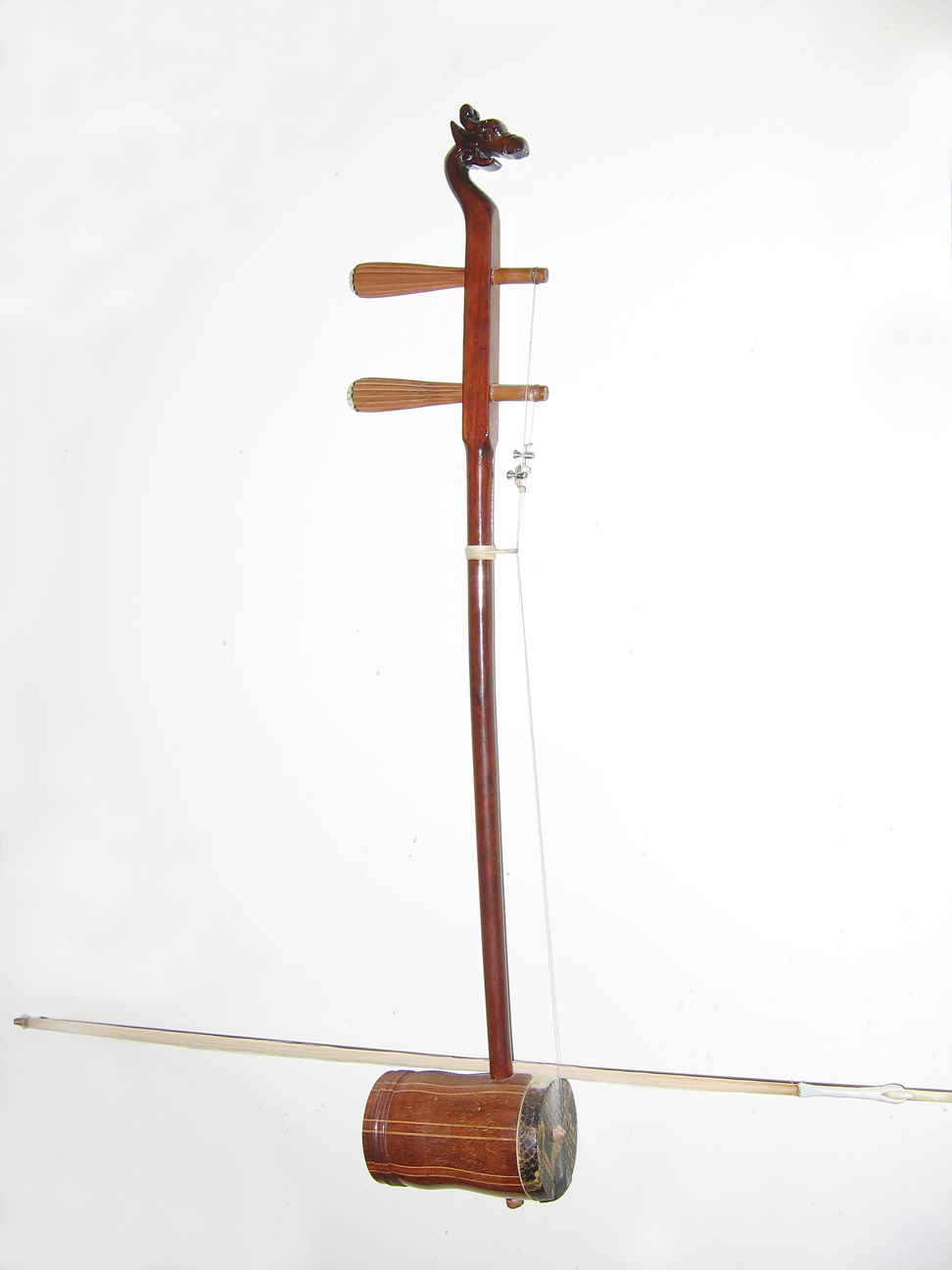
Gaohu tradicional, con su cabeza en forma de dragón

El gaohu (高胡; pinyin: gāohú, Archivo de audio "pron" no encontrado; cantonés: gou1 wu4; también llamado yuehu 粤 胡) es un instrumento de cuerda frotada chino, desarrollado a partir del erhu en la década de 1920 por el músico y compositor Lü Wencheng (1898-1981). Se emplea en la música y en la ópera cantonesa. Pertenece a la familia del huqin junto al zhonghu, erhu, banhu, jinghu y sihu. Su nombre significa «huqin agudo» y es el instrumento principal de la música cantonesa y los arreglos de ópera. Algunas de las piezas más conocidas para gaohu incluyen «Bu Bu Gao» (步步高 «Más alto paso a paso») y «Ping Hu Qiu Yue» (平湖秋月 «Luna de otoño en un lago calmo»).

## Construcción y diseño
El gaohu es similar en diseño y construcción al erhu pero tiene una caja de resonancia ligeramente más pequeña, con forma circular y está afinado en una cuarta más aguda, de G4 a D5. Si bien la mayoría de los huqin se tocan apoyados en el muslo izquierdo, el gaohu se toca con la caja de resonancia entre las rodillas. Posee un timbre más brillante y luminoso en comparación con el erhu. Posee dos cuerdas y su caja está cubierta con una piel de serpiente.
Aunque originalmente era un instrumento regional solo utilizado en la música cantonesa, el gaohu, en diferentes formatos y tocado como el erhu, se usa en la orquesta china moderna como parte de los instrumentos de cuerda, como el erhu, zhonghu, banhu, violonchelo y contrabajo.

## Intérpretes destacados
- Lü Wencheng (吕文成, pinyin: Lǚ Wénchéng) (1898–1981)[3]
- Liu Tianyi (刘天一) (1910–1990)[4]
- Gan Shangshi (甘尚时) (1931– )
- Yu Qiwei (余其伟) (1953– )[5]